# 9 dicembre
Il 9 dicembre è il 343º giorno del calendario gregoriano (il 344º negli anni bisestili). Mancano 22 giorni alla fine dell'anno.

## Eventi
- 730 – Battaglia di Marj Ardabil, un esercito di khazari guidato dal generale Barjik sconfigge l'esercito omayyade comandato dal generale Al-Djarrah ibn Abdullah nei pressi dell'attuale città iraniana Ardabil
- 1425 – Papa Martino V fonda l'Università cattolica di Lovanio
- 1531 – La Vergine di Guadalupe appare per la prima volta a Juan Diego Cuauhtlatoatzin
- 1625 – Guerra dei trent'anni – Paesi Bassi e Inghilterra firmano il trattato di pace di Den Haag per sostenere la campagna di Cristiano IV di Danimarca in Germania
- 1714 - L'Impero ottomano dichiara guerra alla Repubblica di Venezia. Inizia la seconda guerra di Morea o settima guerra turco-veneziana.
- 1738 – Gli ebrei vengono espulsi da Breslavia
- 1793 – Noah Webster fonda il primo quotidiano di New York, l'American Minerva
- 1824 – Battaglia di Ayacucho – Il Perù sconfigge la Spagna
- 1835 – L'esercito della Repubblica del Texas cattura San Antonio
- 1851 – Il primo YMCA del Nord America viene fondato a Montréal
- 1854 – Papa Pio IX pubblica la lettera enciclica Singulari quadam
- 1861
  - Il Congresso degli Stati Uniti crea il Comitato congiunto sulla condotta di guerra
  - Scontro di Casale Mastroddi: i Bersaglieri del maggiore Enrico Franchini catturano José Borjes e i suoi legittimisti dopo un breve scontro a Sante Marie, in Abruzzo.
- 1872 – P. B. S. Pinchback diventa il primo afroamericano governatore di uno Stato degli USA
- 1888 – Herman Hollerith installa la sua apparecchiatura di calcolo nel Dipartimento della guerra degli Stati Uniti
- 1914 – Fine della battaglia di Qurna
- 1922 – Gabriel Narutowicz viene eletto primo presidente della Polonia
- 1928 – Italia: il Gran consiglio del fascismo presieduto da Mussolini (istituito il 15 dicembre 1922), diventa istituzione a livello costituzionale
- 1931 – La Spagna diventa una repubblica
- 1937 – Seconda guerra sino-giapponese: dopo la caduta di Shanghai inizia la battaglia di Nanchino, che cadrà il 13.
- 1941 – La Cina dichiara guerra all'Impero giapponese, alla Germania nazista, e all'Italia fascista
- 1945 – Il generale statunitense, George Patton ha un incidente stradale, in seguito al quale morirà 12 giorni dopo
- 1946 – A Norimberga comincia il processo contro 23 ex-medici che operarono nei campi di concentramento accusati di crimini contro l'umanità
- 1950 – Harry Gold viene condannato a trent'anni di carcere per aver sottratto segreti nucleari agli USA in favore dell'Unione Sovietica
- 1953 – La General Electric annuncia che tutti i dipendenti comunisti verranno licenziati dall'azienda
- 1958 – Viene fondata la John Birch Society
- 1959 – Viene ritrovata la tomba de L'Atleta di Taranto
- 1961
  - In Israele, Adolf Eichmann viene riconosciuto colpevole di crimini di guerra
  - Il Tanganica ottiene l'indipendenza dal Regno Unito
- 1962 – Il Tanganica diventa una repubblica
- 1963 – Zanzibar ottiene l'indipendenza
- 1973 – In Irlanda del Nord vengono firmati gli Accordi di Sunningdale per porre fine al conflitto nordirlandese
- 1979 – L'Organizzazione mondiale della sanità annuncia la scomparsa del vaiolo; l'ultimo caso era stato registrato due anni prima in Somalia. Il risultato è stato ottenuto grazie alla vaccinazione di massa intrapresa da molti Paesi negli anni settanta. Riserve del virus sono conservate in due laboratori di massima sicurezza, uno in Russia e uno negli USA
- 1980 – A Palermo nasce il primo circolo Arcigay
- 1981 – L'attore pornografico John Holmes viene accusato per gli omicidi di Wonderland Avenue
- 1982 – Norman Mayer minaccia di far esplodere il Monumento a Washington, prima di essere ucciso dal Corpo di polizia forestale degli Stati Uniti
- 1987 – Inizia la prima intifada nella Striscia di Gaza e in Cisgiordania
- 1990
  - Lech Wałęsa diventa il primo presidente eletto direttamente della Polonia
  - Battendo l'Olimpia Asunción per 3-0, il Milan vince per la terza volta la Coppa Intercontinentale.
- 1992
  - I Marines statunitensi sbarcano in Somalia
  - Viene annunciata la separazione tra i principi di Galles Carlo e Diana
- 2003 – Un attacco suicida nel centro di Mosca uccide 6 persone e ne ferisce 11
- 2006 - Incendio a Mosca in un centro di riabilitazione per tossicodipendenti. Le vittime, tutte donne, sono 45. Si tratta della più grave tragedia provocata da un incendio nella capitale sovietica dal 1977 quando un rogo all'Hotel Rossija, nel centro della città, provocò 42 morti e 50 feriti
- 2007 – Argentina, Brasile, Bolivia, Ecuador, Paraguay, Uruguay e Venezuela firmano l'atto costitutivo della Banca del Sud

## Nati
Ci sono circa 1 010 voci su persone nate il 9 dicembre; vedi la pagina Nati il 9 dicembre per un elenco descrittivo o la categoria Nati il 9 dicembre per un indice alfabetico.

## Morti
Ci sono circa 490 voci su persone morte il 9 dicembre; vedi la pagina Morti il 9 dicembre per un elenco descrittivo o la categoria Morti il 9 dicembre per un indice alfabetico.

## Feste e ricorrenze

### Civili
- Giornata internazionale contro la corruzione
- Giornata internazionale per la commemorazione e per la dignità delle vittime di genocidio e della prevenzione di questo crimine (data in cui si celebra l'anniversario dell'adozione della Convenzione sul genocidio del 1948)[1]

Nazionali:
- Tanzania – Festa dell'indipendenza

### Religiose
Cristianesimo:
- San Juan Diego Cuauhtlatoatzin, veggente di Guadalupe
- Sant'Anna, madre di Samuele
- San Cipriano di Genouillac, abate
- Santa Gorgonia di Nazianzo, sorella di san Gregorio Nazianzeno
- Santa Leocadia di Toledo, vergine e martire
- San Pietro Fourier, sacerdote
- Santi Pietro, Successo, Bassiano, Primitivo e compagni, martiri in Africa
- San Siro di Pavia, vescovo e martire
- Santa Valeria di Limoges, martire
- San Vittore di Piacenza, vescovo
- Beati 10 padri mercedari
- Beato Agostino de Revenga, mercedario
- Beato Bernardo Maria di Gesù, passionista
- Beata Dolores Broseta Bonet, martire
- Beato Giuseppe Ferrer Esteve, scolopio martire
- Beato Liborio Wagner, sacerdote martire
- Beati Riccardo de los Rios Fabregat, Giuliano Rodriguez Sanchez e Giuseppe Gimene, salesiani martiri
- Venerabile Fulton John Sheen, vescovo

Ásatrú:
- Alcune kindred celebrano il memoriale di Egill Skallagrímsson